# Abos
Abos ist eine französische Gemeinde mit 522 Einwohnern (Stand 1. Januar 2022) im Département Pyrénées-Atlantiques in der Region Nouvelle-Aquitaine (vor 2016: Aquitanien). Sie gehört zum Arrondissement Pau (bis 2016: Arrondissement Oloron-Sainte-Marie) und zum Kanton Le Cœur de Béarn (bis 2015: Kanton Monein).
Die Bewohner werden Abosiens genannt.

## Geographie
Abos liegt circa 20 Kilometer nördlich von Pau. Umgeben wird Abos von den Nachbargemeinden Bésingrand im Norden, Tarsacq im Osten, Parbayse im Südwesten sowie Pardies im Westen.
Abos liegt im Einzugsgebiet des Flusses Adour am linken Ufer des Gave de Pau und an seinen Zuflüssen Bayse und Juscle sowie am ehemaligen Canal du Moulin und seinem Zufluss, dem Bach Arrious.

## Geschichte
Ein Steinbeil aus der Jungsteinzeit, datiert auf ca. 3500–2500 v. Chr. und ein Bronzebeil aus der Bronzezeit, datiert auf 1800 v. Chr., belegen die Gegenwart von Menschen in prähistorischer Zeit. Ein Fund von 162 Geldmünzen aus dem 2. Jahrhundert n. Chr. beweist die Besiedlung in der gallorömischen Zeit.
Der Name Abos wird in Schriftstücken oder auf Karten seit dem 12. Jahrhundert erwähnt, teilweise in Variationen, z. B. als Abossium im Jahre 1345. Im Jahre 1385 wurde festgehalten, dass das die Ortschaft 46 Haushalte zählte, darunter ein Schmied, ein Weber und ein Wachszieher, die sich um die Kirche und dem Wohnhaus des Lehnsherrn gruppierten. Das Lehnsgut und zwei Laienklöster bestanden bis zum 17. Jahrhundert.

### Einwohnerentwicklung
| Jahr      | 1968 | 1975 | 1982 | 1990 | 1999 | 2008 | 2022 |
| --------- | ---- | ---- | ---- | ---- | ---- | ---- | ---- |
| Einwohner | 479  | 462  | 467  | 479  | 481  | 476  | 522  |

## Sehenswürdigkeiten
- Die Kirche, gewidmet Johannes dem Täufer, war ursprünglich ein Holzbau aus dem 14. Jahrhundert auf alten Fundamenten. Um 1735 befand man die Eingänge als zu schmal und verdoppelte ihre Anzahl. Von 1860 bis 1885 erfuhr die Kirche einen umfangreichen Umbau. Zwei Seitenschiffe wurden gebaut, um den Bau zu verstärken, nachdem das alte Seitenschiff eingestürzt war und sich die Kirche als zu klein erwiesen hatte. Eine Sakristei wurde hinzugefügt. Der italienische Maler Fortuni verzierte den Innenraum.[6][3]
- Bis zum 17. Jahrhundert bestanden gleich zwei Laienklöster in Abos. Das Gebäude eines der Klöster unweit der Kirche hat sich bis heute erhalten. Der Schriftsteller Charles de Bordeu (1857–1926) bewohnte das Landhaus und empfing dort seine Freunde, insbesondere den Dichter Francis Jammes.[3]
- Die Kirche Saint-André besitzt auch eine kleine romanische Kirche, dem Apostel Andreas gewidmet. Sie ist im 11. oder 12. Jahrhundert aus einem einzelnen Kirchenschiff erbaut, während der Religionskriege 1569 von Gabriel de Lorges in Brand gesteckt worden. Wiederhergestellt wurde sie im 18. Jahrhundert und erneut restauriert um 1821.[6]
- Auf einer nahe gelegenen Anhöhe, genannt „Castet d’Abos“, ist eine weitläufige Wallanlage zu erkennen. Keramikreste und Scherben von Amphoren weisen auf eine Besiedlung zumindest während der römischen Zeit hin. Im 16. oder 17. Jahrhundert wurde ein Gebäude, „Chateau“ genannt, auf dem Gelände errichtet, welches während des 17. Jahrhunderts von Pierre de Marca (1595–1662) bewohnt war. Pierre de Marca war Erzbischof von Toulouse, später von Paris, Präsident des Parlaments von Navarra in Pau und Historiker des Béarn. Während der deutschen Besatzung im Zweiten Weltkrieg fanden Widerstandskämpfer im „Schloss“ und auf dem Gelände eine Zuflucht. Ein Weingut baut heute auf dem Gelände ein Jurançon an.[3]

## Städtepartnerschaften
Abos unterhält seit 1982 eine Städtepartnerschaft mit Windberg in Bayern.

## Wirtschaft und Infrastruktur
Die Wirtschaft wird in erster Linie von der Landwirtschaft bestimmt, u. a. durch Viehzucht, Anbau von Mais und Wein. Die Gemeinde liegt in den Zonen AOC der Weinbaugebiete Jurançon und Béarn und des Ossau-Iraty, eines traditionell hergestellten Schnittkäses aus Schafmilch.

### Verkehr
Abos ist angeschlossen an die Routes départementales 2 und 33 und über Linien des Busnetzes Transports 64 mit anderen Gemeinden des Départements verbunden.